# Deutsche Handballmeisterschaft 1948 – Offene Meisterschaft der Britischen Besatzungszone
Die Deutsche Handballmeisterschaft 1948 war ein Hallenhandball-Endrundenturnier der stärksten Vereine der amerikanisch-britischen Bizone und der Französischen Besatzungszone sowie West-Berlins. Durchgeführt wurde das Turnier als offene Meisterschaft der Britischen Zone. Das Turnier wurde am 14. und 15. Februar 1948 in Bremen veranstaltet; Ausrichter war der Deutsche Arbeitsausschuss für Handball (DAH), die Vorläuferorganisation des Deutschen Handballbunds (DHB).
Zwar hatte es schon früher Überlegungen gegeben, auch im Hallenhandball eine Meisterschaftsendrunde durchzuführen, aber erst bei diesem ersten interzonalen Nachkriegsturnier in Bremen wurde erstmals der Titel Deutscher Meister vergeben, wenn auch inoffiziell, wie schon zeitgenössisch festgehalten wurde.
Diese Meisterschaft wurde wie jene beim folgenden Hallenhandball-Interzonenturnier 1949 vom DHB, der nach seiner Gründung 1949 die Endrunden in der Halle wie auf dem Feld ab 1950 ausrichtete, nicht nachträglich anerkannt. Anders als beim damals wichtigeren Feldhandball, für den der Dachverband die Deutschen Meister seit 1934 verzeichnet, werden die Titelträger der beiden Interzonenturniere nicht in der DHB-Statistik geführt.
Inoffizieller erster Titelträger in der Hallen-Variante der Sportart wurde der Berliner SV 1892, damals zwischenzeitlich unter dem Namen SG Wilmersdorf. Die Berliner setzten sich im Endspiel gegen die SV Polizei Hamburg mit 5:2 durch.

## Modus und Turnierverlauf
Anzahl und Namen der teilnehmenden Vereine sind nicht gänzlich gesichert, da die Zeitungs-Berichterstattung im Nachkriegsdeutschland gerade erst wieder sich zu konsolidieren begann. Auch der Modus ist unklar; vermutlich gab es (wie 1949) eine Vorrunde mit Gruppenspielen und ein Endspiel der Siegermannschaften.
Als gesichert kann gelten, dass außer den Finalgegnern SG Wilmersdorf (BSV 1892) in der Vorrundengruppe A und SV Polizei Hamburg in Gruppe B noch die folgenden Mannschaften teilnahmen: VfB Einigkeit 07 Herford, THW Kiel und SV Darmstadt 98 in Gruppe A; Sportgemeinde Haßloch, TV Eintracht Hagen und Germania Wilhelmshaven in Gruppe B.
Zum Turnierverlauf gibt lediglich eine knappe Notiz in der Neuen Zeit Auskunft: „In Bremen überrannte Wilmersdorf seine sieben Mitbewerber [...].“
Die Spieldauer betrug 2 × 15 Minuten.